# Confederacy of Independent Systems
De Confederacy of Independent Systems (Confederatie van Onafhankelijke Stelsels), vaak kortweg Confederacy of CIS genoemd, is een fictieve organisatie in het fictieve Star Warsuniversum. De CIS bestond in de laatste jaren van de Republiek.
Deze CIS bestond uit duizenden organisaties en planeten die zich wilden afscheiden van de Republiek. De Confederatie werd opgezet door de afvallige Jedi Graaf Dooku. Dooku was in het geheim overgelopen naar de Duistere Kant. Hij was Darth Tyranus genoemd door zijn meester, Darth Sidious. Sidious en Tyranus manipuleerden de Kloonoorlogen met als doel absolute macht. Een van hun belangrijkste leden was zonder twijfel de Handelsfederatie onder leiding van de Neimoidiaanse onderkoning Nute Gunray. Naarmate de oorlogen vorderden kwam er ook een leider van het droidleger, namelijk de duivelse cyborg Generaal Grievous.

## Ontstaan
Onder leiding van de charismatische Graaf Dooku - een voormalige Jedi, overgelopen naar de Sith - verzamelen enkele machtige federaties en sterrenstelsels zoals de Handelsfederatie en de Banking Clan zich op de afgelegen planeet Geonosis. Dooku is van plan om met behulp van zijn bondgenoten de Galactische Republiek weg te vagen. De handelsorganisaties willen hun steun geven, al dan niet openlijk of in het geheim. Als onderkoning van de Handelsfederatie wil Nute Gunray zijn droidlegers inzetten, met als voorwaarde dat zijn rivale (senator Padmé Amidala) wordt omgebracht, voor haar rol in de Slag om Naboo. De droids worden in grote aantallen geproduceerd in de droidfabrieken op Geonosis. De meeste organisaties willen profiteren van de wapenhandel en de vrije markt die hen wordt gegarandeerd.
Wanneer de Jedi dit ontdekken en met een grote groep (ongeveer 200 Jedi) de planeet aanvallen leidt dit tot een gevecht met de droids waarbij een groot deel van de Jedi sneuvelt. Een kloonleger dat heimelijk is gekloond op de planeet Kamino valt vervolgens het droidleger aan. De Jedi voeren deze Clone Troopers aan als generaal. Deze eerste slag tussen de Confederatie en de Republiek heet de Slag om Geonosis.
Veel schepen van de separatisten worden verwoest, maar de leiders en de organenen van het bestuur weten te ontkomen, en duizenden sterrenstelsels sluiten zich bij de separatisten aan. Een burgeroorlog op galactische schaal (de Kloonoorlogen) is het gevolg wanneer zowel de separatisten als de Republiek massale legers in gaan zetten tegen elkaar.

## De Kloonoorlogen
Deze burgeroorlog wordt ook wel de Kloonoorlogen genoemd. Enkele bekende operaties zijn de al genoemde Slag om Geonosis, de Slag om Utapau en de invasie van droids op de planeet van de Wookiee's, (Kashyyyk) en natuurlijk een separatistische invasie van de Galactische hoofdstad Coruscant.
Na drie jaar strijd zijn de separatisten aan de verliezende hand. Toch weten zij hun staf naar de vulkaanplaneet Mustafar te evacueren en van daaruit de oorlog voort te zetten.

## Nederlaag van de Confederacy of Independent Systems
Graaf Dooku en Generaal Grievous worden verslagen door Anakin Skywalker en Obi-Wan Kenobi. Zonder hen is de leiding weg binnen de Confederatie.
Wanneer Kanselier Palpatine op Coruscant alle macht naar zich toetrekt en met hulp van Anakin Skywalker - ook wel bekend als Darth Vader - de Jedi vernietigt is de zaak van de separatisten echt voorbij. Het blijkt namelijk dat Palpatine, de leider van de Galactische Republiek, tevens de leider van de separatisten is (en een Sith Lord) onder de naam Darth Sidious. De separatisten waren slechts als marionetten gebruikt door Palpatine om zodoende zijn eigen machtsovername te kunnen legitimeren. Dooku en Grievous waren beiden door hem verraden toen hij hen niet meer nodig had, en ook de resterende leiders zijn gedoemd.
Darth Vader vermoordt alle nog levende separatistische leiders op Mustafar (inclusief Nute Gunray), waarna de opstandige stelsels zich langzaam aan het nieuwe Galactische Keizerrijk overgeven. De Galactische Republiek is dan niet meer. Het kloonleger van de Republiek wordt het keizerlijke leger. Het droidleger van de separatisten wordt gedeactiveerd door Darth Vader op bevel van zijn meester.

## Leden Confederacy of Independent Systems
- Palpatine/Darth Sidious (Sith Meester)
- Graaf Dooku/Darth Tyranus (politiek leider Confederatie van Onafhankelijke Systemen/ Sith Leerling)
- Nute Gunray (Engels: Trade Federation/Handelsfederatie)
- Rune Haako (adviseur Nute Gunray)
- Gilramos Libkath (adviseur Nute Gunray)
- Rute Gunray (adviseur Nute Gunray)
- Generaal Grievous (militair leider)
- Poggle de Mindere (Poggle the Lesser), wapenmeester Geonosis
- Passel Argente (Corporate Alliance)
- Denaria Kee (adviseur Passel Argente)
- Po Nudo (Hyper-Communications Cartel)
- Shi'do (adviseur Po Nudo)
- Shu Mai (Engels: Commerce Guild/Handelsgilde)
- Cat Miin (adviseur Shu Mai)
- San Hill (Engels: Banking Clan)
- Wat Tambor (Engels: Techno Union/Techno Unie)
- Tikkes, voormalig senator

## Organisaties en planeten Confederacy of Independent Systems
Bekende groeperingen en stelsels binnen de separatisten zijn:
- De Trade Federation
- De Techno Union
- De Banking Clan
- De Commerce Guild
- De Corporative Alliance
- Ongeveer 10.000 onbekende stelsels
- De planeet Geonosis
- De planeet Mustafar
- De planeet Utapau (tijdelijk)

## Media
- Star Wars: Episode II: Attack of the Clones (2002)
- Star Wars: Clone Wars (Volume 1 en 2)
- Star Wars: The Clone Wars (televisieserie)
- Star Wars: The Clone Wars (film)
- Star Wars: Clone Wars (strips van Dark Horse Comics)
- Star Wars: Episode III: Revenge of the Sith (2005)
- Starwars.com